# Омелянович Віктор Іванович
Віктор Іванович Омельянович (*13 квітня 1958, Дніпропетровськ, УРСР) — український радянський спортсмен, веслувальник, заслужений майстер спорту, срібний призер Олімпіади 1988 року.

## Біографія
Народився 13 квітня 1958 року у Дніпропетровську.
Освіта вища, закінчив Київський державний інститут фізкультури (ГІФК), тренер-викладач.
Працював в спортивному клубі «Динамо» (Днепр).

## Спортивні досягнення
- 1985 — чемпіон світу.
- 1986, 1987 — срібний призер чемпіонату світу.
- 1981, 1982 — бронзовий призер чемпіонату світу.
- 1982, 1984, 1987, 1988 — чемпіон СРСР.

На XXIV літніх Олімпійських ігор 1988 року в Сеулі (Південні Корея) виборов срібну медаль у складі чоловічої вісімки (Веніамін Бут, Андрій Васильєв, Віктор Дідук, Олександр Думчев, Микола Комаров, Олександр Лук'янов — стерновий, Павло Гурковський, Василь Тихонов).